# Харни-Джонс, Коринна
Кори́нна Дени́з Ха́рни-Джонс (англ. Corinna Denise Harney-Jones; 20 февраля 1972, Бремерхафен, Германия) — американская фотомодель, актриса

 и кинопродюсер. Стала Playmate мужского журнала «Playboy» в августе 1991 года. Замужем за Кристофером Майклом Джонсоном (с 20 августа 1994 года), есть дочь (род. 1995).

## Избранная фильмография
Актриса
| Год  |   | Русское название           | Оригинальное название          | Роль                          |
| ---- | - | -------------------------- | ------------------------------ | ----------------------------- |
| 2000 | с | Детектив Нэш Бриджес       | Nash Bridges                   | официантка                    |
| 2001 | ф | Крысиные бега              | Rat Race                       | официантка, подающая коктейли |
| 2002 | с | C.S.I.: Место преступления | CSI: Crime Scene Investigation | обезумевшая девушка           |
| 2003 | ф | Дорога домой               | The Road Home                  | Мелисса Кёртис                |

Продюсер
- 2003 — «Дорога домой[англ.]» / The Road Home